# Země Erika Rudého

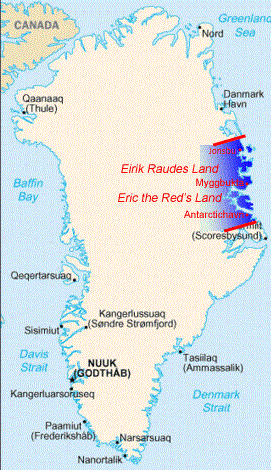
Mapa

Země Erika Rudého (Eirik Raudes Land) je označení, které používali Norové pro oblast na východě Grónska, na kterou si činili nárok.

## Historie

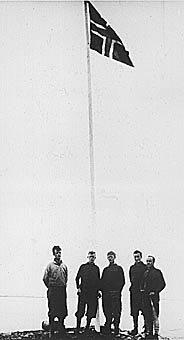
Norská vlajka nad Myggbukte

Prvními evropskými osadníky v Grónsku byli Norové, které vedl Erik Rudý. Přesto v roce 1814, když se rozdělili království Dánsko-Norsko, přiřkla Kielská smlouva Dánům zámořská území: Grónsko, Island, Faerské ostrovy a Panenské ostrovy. Když se v roce 1905 rozpadla Švédsko-norská unie, objevily se v norské politice snahy o znovupřipojení Grónska. V roce 1919 norský ministr zahraničí Nils Claus Ihlen potvrdil svrchovanost Dánska nad Grónskem výměnou za to, že Dánové podpořili norský nárok na Špicberky. Roku 1921 vypověděli Dánové z Grónska všechny cizince, ale v roce 1924 dovolili Norům provozovat lov zvěře a velrybářství na severovýchodním pobřeží.
27. června 1931 norský polárník a lovec Hallvard Devold založil v Myggbuktě (Komáří záliv) rozhlasový vysílač a vztyčil nad ním norskou vlajku. Argumentoval tím, že Dánové území nijak nevyužívají, takže z hlediska mezinárodního práva je to země nikoho. 12. července 1932 byla vyhlášena Země Erika Rudého mezi 71° 30' a 75° 40' severní šířky jako součást Norského království (západní hranice nebyla oficiálně stanovena, běžně se za ni pokládal okraj ledovce). Guvernérem se stal cestovatel a spisovatel Helge Ingstad. Dánsko podalo žalobu a 5. dubna 1933 rozhodl Stálý dvůr mezinárodní spravedlnosti v jeho prospěch a nařídil Norům, aby území vyklidili. Za druhé světové války znovu vznesl nárok na Zemi Erika Rudého Vidkun Quisling, ale nacistické Německo ho nepodpořilo.